# Clitoria flagellaris
Clitoria flagellaris là một loài thực vật có hoa trong họ Đậu. Loài này được (Benth.) Benth. miêu tả khoa học đầu tiên.